# Генетическая история Сибири

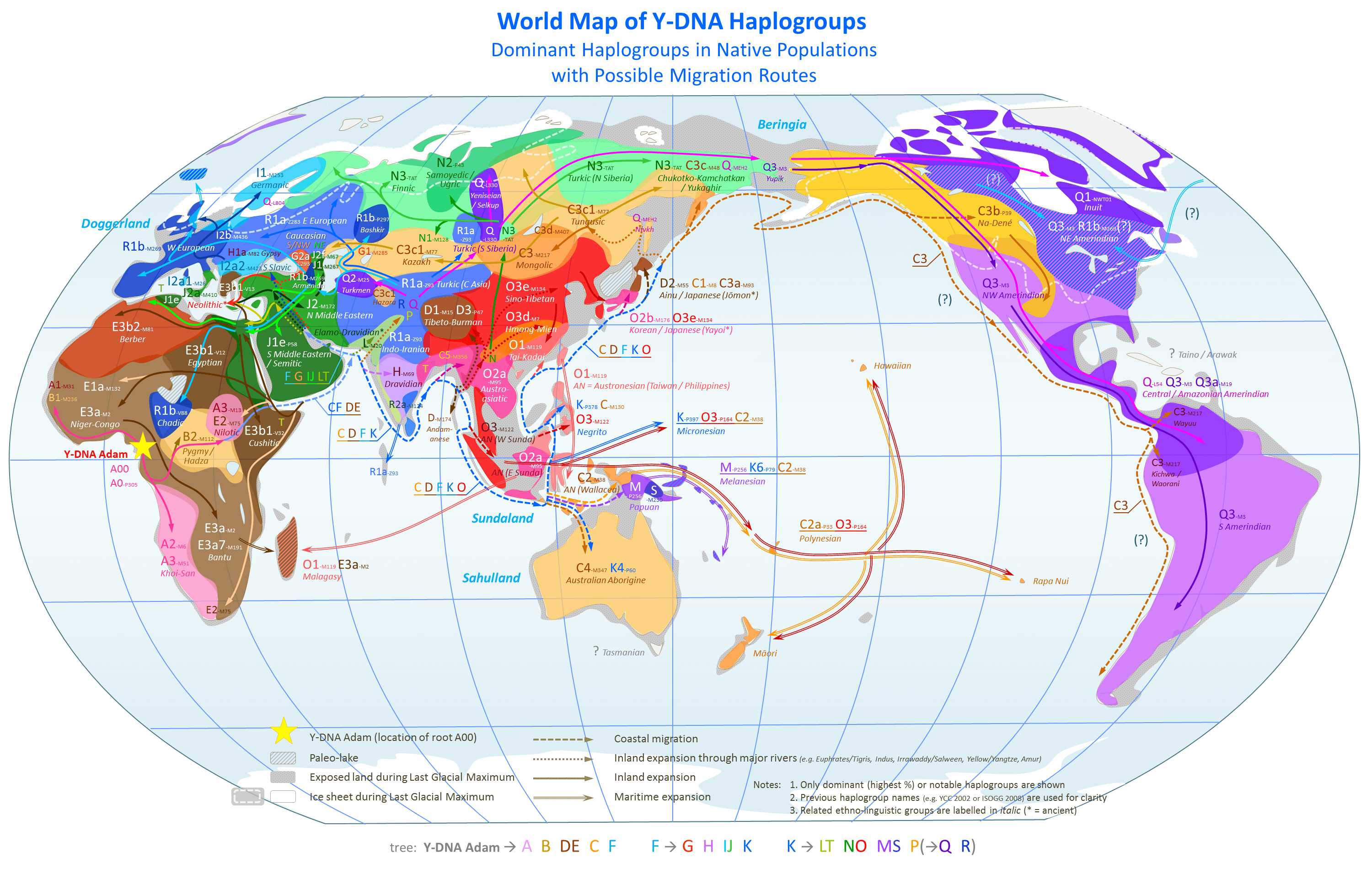
Карта доминирующих гаплогрупп Y-хромосомы в доколониальных мировых популяциях

Генетическая история Сибири представляет особенный интерес в связи с тем, что по-видимому именно с её территории происходило заселение как Америки, так и Европы.
Усть-ишимский человек, живший около 45 тыс. л. н., имел Y-хромосомную гаплогруппу K2a*-M2308, родственную гаплогруппе NO, и митохондриальную гаплогруппу U*. Янская стоянка (Yana RHS) датируется возрастом ~31,6 тыс. л. н. Оба человеческих образца с Янской стоянки принадлежат к Y-хромосомной гаплогруппе P1 (предковой для Y-хромосомных гаплогрупп Q и R) и митохондриальной гаплогруппе U2. Популяция северо-восточных сибиряков (Ancient North Siberians, ANS), представленная обитателями Янской стоянки, отошла ~38 тыс. лет назад от западных евразийцев, вскоре после того, как последние отделились от восточных азиатов. Между 20 и 11 тыс. лет назад население ANS было в значительной степени заменено народами с предками из Восточной Азии. У образца Kolyma1 со стоянки Дуванный яр (9769 лет до настоящего времени) на правом берегу Колымы определена Y-хромосомная гаплогруппа Q1a1a-F745>M120 и митохондриальная гаплогруппа G1b. Древние полногеномные данные двух индивидов из пещеры Чёртовы Ворота, живших ок. 7,7 тыс. л. н., показали генетическое сходство с геномами ульчей. У двух образцов DevilsGate1 и DevilsGate2 (5726—5622 лет до н. э.) определены митохондриальные гаплогруппы D4 и M. У трёх образцов из пещеры Чёртовы Ворота в Приморье выявлены митохондриальные гаплогруппы D4m и одна Y-хромосомная гаплогруппа C2b.
Подавляющее большинство индейцев (более 90%) имеет Y-хромосомную гаплогруппу Q, которая в Сибири характеризует малочисленный народ кетов. В Европе наличие этого гена связывают со средневековыми миграциями гуннов или хазар. Поскольку человек заселил Америку не позже 10 тыс. лет назад, то делается вывод о широком распространении данной гаплогруппы в Сибири в прошлом. Кроме того, гаплогруппа Q родственна Y-хромосомной гаплогруппе R (через вышестоящую Y-хромосомную гаплогруппу P), которую долгое время считали "аборигенной" для Европы (особенно Y-хромосомную гаплогруппу R1b). Однако новейшие данные показали, что древнейший ископаемый носитель гаплогруппы R* жил в Сибири (стоянка Мальта́, 24 тыс. л. н.), тогда как Европа в эпоху мезолита была заселена и другими популяциями (I, J, C). 
У коренных народов восточной Сибири (буряты, ительмены, коряки, монголы, эвенки, юкагиры) также присутствует архаическая гаплогруппа С (она встречается также и у аборигенов Австралии), которая была обнаружена у усть-ишимского человека (45 тыс. л. н.). В эпоху Средневековья она широко распространилась по южной Сибири, что связывают с монгольской экспансией. У подавляющего большинства народов северной Сибири обнаруживается гаплогуппа N1a1. В  Сибири она встречается и у маньчжуров, самоедов, якутов (до 90%), и у палеозиатов (у чукчей до 50%).